# گوییو (شهرک)
گوییو (به لاتین: Guiyu) یک شهرک در جمهوری خلق چین است که در چایانگ واقع شده‌است.